# Robert Markuš
Robert Markuš (en serbi: Роберт Маркуш; (Bačka Topola, 7 d'octubre de 1983), és un jugador d'escacs serbi, que té el títol de Gran Mestre des de 2004. És membre del Club d'escacs de Novi Sad, i està casat amb la jugadora d'escacs Ana Srebrnič.
A la llista d'Elo de la FIDE del juny de 2022, hi tenia un Elo de 2613 punts, cosa que en feia el jugador número 3 (en actiu) de Sèrbia, i el 178è millor jugador al rànquing mundial. El seu màxim Elo va ser de 2652 punts, a la llista de juliol de 2011 (posició 99 al rànquing mundial).

## Resultats destacats en competició
Va participar en la Copa del món de 2005 a Khanti-Mansisk, un torneig classificatori per al cicle del Campionat del món de 2007, on tingué una mala actuació i fou eliminat en primera ronda per Mikhaïl Gurévitx.
Markuš ha participat, representant Sèrbia, a les Olimpíades d'escacs.
L'abril de 2014, jugà el fort Karpos Open, a Skopje, i empatà al segon lloc amb 7 punts sobre 9 partides amb un grup de sis altres jugadors: Eduardo Iturrizaga, Iván Salgado, Andrey Vovk, Zdenko Kozul, Davorin Kuljasevic i Sergey Grigoriants, mig punt per sota del guanyador, Kiril Gueorguiev. El 2015 empatà al segon lloc a la següent edició del Karpos Open amb 7 punts, mig per sota del campió, Ivan Ivanišević.
El 2017 empatà als llocs 3r-6è al Festival d'Escacs de Zalakaros, amb Víktor Mihalevsky, Tamir Nabaty i Ígor Kovalenko.